# Kajira

Kajira符号

Kajira是约翰·诺曼的小说《Gor》中“女奴”一词。

## 术语
在Gorean语言中，短语“LA kajira”的意思是“我是一个奴隶女孩”，是行星Gor已知的区域中最广泛的通用语（是小说《Gor》中给出的几个完整Gorean语言的句子之一）。这个词通常以女性格式“kajira”出现，因为葛瑞恩亚的生活方式中大部分奴隶为女性。男性格式为“kajira”和“kajiri”（词语尾部变化来自拉丁美洲的第一和第二变格名词的主格形式）。“kajiras”是不正确的，但偶尔出现在第三方写作中。

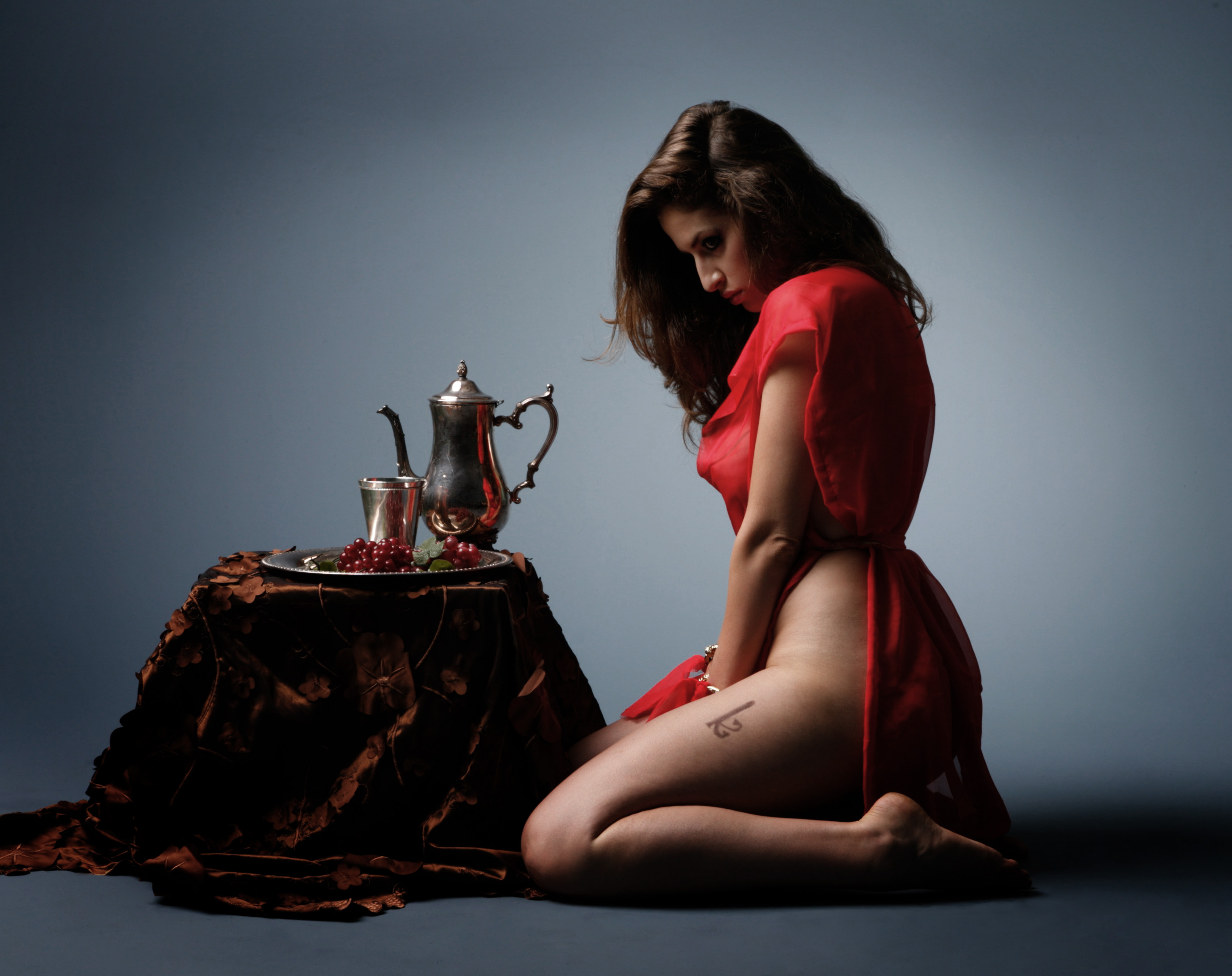
模特扮演Kajira

## 训练
葛瑞恩亚存在训练葛瑞恩亚奴隶的各种技术。奴隶的工作不仅包括性奴，而且还可以维持一个家庭的才能，拥有艺术技巧，穿上一件有吸引力的衣服，并以某种方式称呼主人。

## 标志
为了标明Kajira为特定所有者的财产，会将代有所有者名称的项圈放在Kajira身上。
葛瑞恩亚女奴隶会被打上烙印，这是她们肉体被奴役的标记。

## 种类
kajirae的种类过多。根据他们的童贞，来源和工作可以分成以下种类：

### 童贞
- 红丝女孩：一个不是处女的kajira。
- 白丝女孩：一个“尚未被男人打开”（即一个处女）的kajira，这种描绘在小说很少出现[3]。因为处女kajira通常会被奴役后不久就失身[4]。

### 工作
- 快乐奴隶：主要功能是提供性服务。不过，她的训练包括更广泛的技能，如舞蹈和烹饪。[6]
- 妓女：主人卖淫活动使用。
  - 投币女孩：被主人用作一个妓女。
  - 军营奴隶：租出去用于军事行动中的性需求。
  - 沐浴女孩：澡堂中的妓女和按摩师。
  - 盛宴奴隶：在节日中被租出去。
- 帕加奴隶或帕加荡妇：在帕加酒馆工作。服务通常包括性服务。
- 长笛女孩：在精通吹笛。在节日就业，也可进行性服务。
- 水壶女孩/壶垫女孩：专门为一个家庭工作为水壶女孩。如果是多个家庭之间进行服务则用更负盛名的壶垫女孩。
  - 塔楼奴隶：私人女佣。
  - 国家奴隶：特定的政体拥有和公民的国内需求。
- 信息女孩：传递秘密信息。